# Paunezz
Paunezz és un grup de música català integrat pel cantautor igualadí Carles Pauné (veu, guitarra i composició) i Jan Aygua (Producció musical i mescla).

## Discografia[3]

### EP
- 2021: EP#1 (Microscopi),[4] conté les següents cançons:

1. Hivern
2. Prop del foc
3. On és el teu Déu?
4. Estiu blau
5. Tan lluny, tan a prop

### Senzills
- 2020: Hivern
- 2021: Tot el Cos, conjuntament amb Ariox[5]

## Premis
- 2020: Seleccionat al Sona9[6]

## Festivals
- 2021: Anòlia[7]